# 대한민국 민법 제345조
대한민국 민법 제345조는 권리질권의 목적에 대한 민법총칙 조문이다.

## 조문
제345조(권리질권의 목적) 질권은 재산권을 그 목적으로 할 수 있다. 그러나 부동산의 사용, 수익을 목적으로 하는 권리는 그러하지 아니하다.

第345條(權利質權의 目的) 質權은 財産權을 그 目的으로 할 수 있다. 그러나 不動産의 使用, 收益을 目的으로 하는 權利는 그러하지 아니하다.

## 참고 문헌
- 오현수, 일본민법, 진원사, 2014. ISBN 978-89-6346-345-2
- 오세경, 대법전, 법전출판사, 2014 ISBN 978-89-262-1027-7
- 이준현, LOGOS 민법 조문판례집, 미래가치, 2015. ISBN 979-1-155-02086-9